# Manuel Salazar y Baquíjano
Manuel José de Salazar y Baquíjano (Lima, 24 de diciembre de 1777 - id., 7 de noviembre de 1850) fue un político y militar peruano. Integró la Suprema Junta Gubernativa del Perú, junto con José de La Mar y Felipe Antonio Alvarado (1823). Ejerció también la vicepresidencia de la primera Mesa Legislativa del primer Congreso Constituyente de 1822, cuya presidencia ejerció en 1823. Fue también miembro del Congreso General Constituyente de 1827. Luego se encargó del poder ejecutivo en forma interina en cuatro oportunidades: dos veces bajo la presidencia de José de La Mar, como vicepresidente de la República (1827 y 1828), y otras dos bajo la presidencia de Luis José de Orbegoso: como supremo delegado (1834) y como presidente del Consejo de Estado (1834-35). En 1845 fue elegido senador por Lima y presidió su cámara en cuatro períodos.

## Biografía
Fue hijo de José Antonio de Salazar y Breña, alcalde ordinario de Lima en 1767, perteneciente a la orden de Carlos III, y de Francisca de Paula Baquíjano y Carrillo de Córdoba, limeña. Como sucedía con los hijos de las encumbradas familias criollas, fue investido como teniente coronel de milicias, y pasó a ser subdelegado de los partidos de Saña entre 1806 y 1807, y Lambayeque, entre 1808 y 1811. A la muerte de su tío José Baquíjano y Carrillo de Córdoba, heredó los derechos al título de Conde de Vistaflorida (1818) al que renunció posteriormente al convertirse Perú en República, y, por ser bizco, el pueblo lo llamó Conde de Vistatorcida. Fue uno de los firmantes del Acta de Independencia aprobada en sesión de cabildo abierto el día 15 de julio de 1821.
Fue elegido diputado por el distrito de Huaylas (en el actual departamento de Áncash) pasando a integrar el primer Congreso Constituyente de 1822. Junto con Francisco Xavier de Luna Pizarro, José Faustino Sánchez Carrión y Francisco Javier Mariátegui, integró –en calidad de vicepresidente– la mesa directiva de dicho congreso, aludido por el libertador José de San Martín en sus palabras de despedida: «Peruanos, os dejo establecida la representación nacional; si depositáis en ella una entera confianza, cantad el triunfo, si no la anarquía os va a devorar». Al día siguiente, integró con el general José de La Mar y el comerciante salteño Felipe Antonio Alvarado la llamada Suprema Junta Gubernativa del Perú que asumió el poder ejecutivo tras la partida del Libertador, y cuyo mandato se extendió del 20 de septiembre de 1822 al 27 de febrero de 1823.
Luego presidió el Congreso Constituyente, del 20 de octubre al 20 de noviembre de 1823, justamente en el período en el cual se promulgó la primera constitución republicana del Perú.
Fue nombrado Prefecto de Lima, cargo que ejerció del 12 de enero al 20 de septiembre de 1825, en cuya potestad dictó un reglamento de policía. Se le otorgó la medalla cívica con el busto del Libertador Bolívar, el 10 de octubre de 1825.
Fue miembro del Congreso General Constituyente de 1827 por la provincia de Chumbivilcas. Dicho congreso constituyente fue el que elaboró la segunda constitución política del país. Designado vicepresidente de la República por el Congreso, se encargó del poder ejecutivo en dos ocasiones:
- La primera, del 9 de junio a 22 de agosto de 1827, mientras que el electo presidente José de La Mar se trasladaba desde Guayaquil a Lima para asumir el mando; y

- La segunda, a partir del 13 de septiembre de 1828, en la que La Mar asumió el mando de ejército peruano tras el estallido de la guerra contra la Gran Colombia, hasta el golpe de Estado del 7 de junio de 1829 que en Lima promovió el general Antonio Gutiérrez de la Fuente (mientras que en Piura el general Agustín Gamarra apresaba y desterraba al presidente La Mar).

Durante la presidencia provisoria del general Luis José de Orbegoso, fue designado presidente del Consejo de Estado en 1834 y nuevamente le tocó ejercer el poder ejecutivo en dos oportunidades:
- La primera, desde el 30 de marzo hasta el 6 de mayo de 1834 cuando salió Orbegoso a combatir a los revolucionarios encabezados por el general Pedro Pablo Bermúdez Ascarza; y
- La segunda, cuando Orbegoso inició su recorrido por las provincias del sur el 9 de noviembre de 1834, hasta el golpe de Estado del teniente coronel Felipe Salaverry el 23 de febrero de 1835.

Salazar se retiró a Jauja con unas pocas fuerzas a las que se sumaron otras, pero finalmente todas se plegaron a Salaverry. Éste designó a Salazar como miembro de su Consejo de Estado, reconociendo así sus méritos. Pero a derrota y muerte de Salaverry a manos de Andrés de Santa Cruz puso fin a sus funciones políticas (1836).
Durante la Confederación Perú-Boliviana permaneció retirado de la política. Aún después del triunfo de los restauradores peruano-chilenos en el combate de Portada de Guías (librada en las puertas de Lima, el 21 de agosto de 1838), rechazó los ofrecimientos de volver a la actividad pública. Pero tras la anarquía militar de 1842-1844, fue elegido senador por Lima en 1845, llegando a presidir su cámara hasta en cuatro ocasiones: en las legislaturas ordinarias de 1845 y 1846, y en las extraordinarias de 1848 y 1849.
Falleció en Lima en 1850 y fue enterrado en un mausoleo del Cementerio General.